# КВ-9
КВ-9 (Об'єкт 229) — експериментальний радянський важкий танк.

## Історія створення
Проаналізувавши бойове застосування важких танків, радянське командування розпорядилося про необхідність створення артилерійського (штурмового) важкого танка. Основною ідеєю при цьому була спроба створення багатоцільового важкого танка, здатного успішно боротися як з укріпленнями, так і з бронетехнікою противника.
Основним озброєнням була обрана створена в грудні 1941 року інженерами В. Сидоренком та М.Усенком 122-мм танкова гаубиця У-11 роздільно-гільзового заряджання.
Роботи над новою машиною велися в період з 1941 по 1942 роки. За цей період був створений один прототип, одержав маркування «Об'єкт 229». Пізніше був рекомендований для прийняття на озброєння під позначенням КВ-9.
Спочатку завод планував випустити обмежену партію в 10 танків, проте реально вдалося випустити всього лише один.
1942 року на базі КВ-1 були побудовані дослідні зразки самохідної артилерійської установки КВ-7 з двома гарматами ЗІС-5 (гармата) і трьома гарматами-однією ЗІС-5 і двома калібру 45 мм. За задумом конструкторів, подвоєння та потроєння озброєння повинно було компенсувати недолік танків у військах. У дослідному порядку був побудований і танк КВ-9, озброєний 122-мм гаубицею У-11.